# Фейн, Майлдмей, 2-й граф Уэстморленд
Майлдмей Фе́йн, 2-й гра́ф Уэстморленд (англ. Mildmay Fane, 2nd Earl of Westmorland; 24 января 1602 — 12 февраля 1666) — английский аристократ, политический деятель и поэт; 2-й граф Уэстморленд (1629—1666).

## Биография
Майлдмей Фейн был старшим сыном Фрэнсиса Фейна, 1-го графа Уэстморленд и его супруги Мэри Майлдмей Фейн, единственной дочери Энтони Майлдмея и Грейс Шеррингтон. Получил образование в Эммануил-колледже, одном из колледжей Кембриджского университета.
В 1621 году Фейн был избран в парламент от Питерборо, а затем он поступил в Линкольнс-Инн и вскоре отправился за границу, где провёл три года. После возвращения стал членом парламента от Питерборо, а в 1629 году унаследовал титулы отца, среди которых был титул графа Уэстморленд.
Во время гражданской войны Майлдмей Фейн поддержал кавалеров и Карла I, но в октябре 1642 года попал в плен и был отправлен в Тауэр. После освобождения он уехал в своё поместье Апеторп (Нортгемптоншир), где проживал до реставрации монархии. Новый король Карл II назначил его на должность лорда-лейтенанта Нортгемптоншира, которым он был до своей смерти. Скончался 12 февраля 1666 года в возрасте 64 лет, был похоронен в Апеторпе (Нортгемптоншир).
Фейн был автором более нескольких сотен стихотворений, многие их которых сохранились до нынешнего времени, а также писал пьесы и работал в жанре маска.

## Семья
Первой женой Майлдмея Фейна была Грейс Торнхёрст, старшая дочь Уильяма Торнхёрста и его супруги Анны Говард. У них было 6 детей, среди них:
- Чарльз Фейн (6 января 1635 – 18 сентября 1691), член парламента, наследовал отцу;

Второй женой Майлдмея Фейна была Мэри Вер, вторая дочь Горацио Вера и Мэри Трейси. У супругов было 5 детей, среди которых были:
- Леди Мэри Фейн[англ.] (1639 — 1681), была два раза замужем, оба брака были бездетными;
- Вер Фейн (13 февраля 1645 – 29 декабря 1693), член парламента, 4-й граф Уэстморленд (1691—1693).